# Kim Pyŏl-a
Kim Pyŏl-a (* 1969 in Kangnŭng, Kangwon-do) ist eine südkoreanische Schriftstellerin.

## Leben
Kim Pyŏl-a wurde 1969 in Kangnŭng geboren. Ihre Karriere als Schriftstellerin begann sie 1993. In den folgenden zehn Jahren schaffte sie es nicht, eine größere Rolle auf der schriftstellerischen Bühne zu spielen. Den Werken, welche sie in dieser Zeit veröffentlichte, wie z. B. Die Pornographie meines Herzens (내 마음의 포르노그라피), Persönliche Erfahrungen (개인적 체험) und Fußballkrieg (축구전쟁), fehlte es an einheitlicher und distinktiver Vision.
Kims Werke gerieten 2005 mit der Veröffentlichung ihres Romans Misil (미실) ins Rampenlicht. Bevor sie Misil verfasste, schrieb sie ein Buch mit dem Titel Die Legende von Changhwa und Hongryŏn (장화홍련전), eine Neufassung eines vormodernen Romans über zwei Schwestern. Von da an interessierte sich Kim immer intensiver für die Thematisierung von Frauenschicksalen der koreanischen Geschichte. Misil stellt den Höhepunkt ihrer Bestrebungen dar, weibliche Charaktere aus der Geschichte in moderner Literatur zum Leben zu erwecken. Misil ist eine Frau aus Silla, einem Königreich, das vor etwa tausend Jahren auf der koreanischen Halbinsel existierte. Sie ist eine prototypische femme fatale, die aufgrund ihrer Liebesaffären mit Königen und Helden an politischer Macht gewinnt. Für die Neugestaltung von Misil wurde Kim mit dem Segye-Literaturpreis ausgezeichnet. Dieser Preis war mit 1 Mrd. Koreanische Won dotiert, die höchste Summe, mit der je ein Autor für ein Einzelwerk ausgezeichnet wurde. Mit dieser Auszeichnung trat Kims ins Rampenlicht der koreanischen Literaturszene.
Nach dem Erfolg von Misil veröffentlichte Kim Abschied für immer und immer, Abschied für immer (영영이별 영이별), welches das Schicksal von Prinzessin Chŏngsun darstellt, der Frau des vom Unglück verfolgten Königs Tanjong, welcher den Thron im Alter von zwölf Jahren bestieg, jedoch aus Machtkalkül seines Onkels ermordet wurde. Zu ihren neueren Veröffentlichungen zählt das Werk Non'gae (논개), welches von einer neunzehnjährigen Kurtisane handelt, die während der Imjin Invasionen einen japanischen General umarmte, um sich mit ihm zusammen von einer Felsklippe ins Meer zu stürzen.
Seit Misil stellte Kim intensive Nachforschungen an, um das Leben historischer Frauen zu enthüllen. Indem sie individuelle Schicksale von Persönlichkeiten in tragischen sozialen Umständen beschreibt, erschafft Kim ihre eigene, konstante literarische Welt.

## Arbeiten (Auswahl, Koreanisch)
Geschichtssammlungen
- 꿈의 부족 Das Fehlen von Träumen (2002)

Romane
- 내 마음의 포르노그라피 Die Pornographie meines Herzens (1999)
- 개인적 체험 Persönliche Erfahrungen (1999)
- 축구전쟁 Fußballkrieg (2002)
- 미실 Misil (2005)
- 영영이별 영이별 Abschied für immer und immer, Abschied für immer (2005)
- 논개 1.2 Non'gae 1 und 2 (2007)
- 백범 Paekbŏm (2008)
- 열애 Verliebtheit (2009)
- 가미가제 독고다이 Kamikaze Dokukodai (2010)
- 채홍 Regenbogen (2011)
- 불의 꽃 Feuerblume (2013)

Sammlungen von Prosa
- 톨스토이처럼 죽고싶다 Ich möchte Sterben wie Tolstoi (2001)
- 가족판타지 Familien-Fantasien (2009)
- 모욕의 매뉴얼을 준비하다 Wie man jemanden richtig beleidigt (2009)
- 죽도록 사랑해도 괜찮아 Liebe, selbst wenn sie dich tötet (2010)
- 괜찮다, 우리는 꽃필 수 있다 Es ist okay, wir können aufblühen (2012)
- 삶은 홀수다 Das Leben ist eine ungerade Zahl (2012)

Märchen
- 김순남 Kim Su-nam (1994)
- 장화홍련전 Die Legende von Changhwa und Hongryŏn (2003)
- 거짓말쟁이 Lügner (2006)
- 네가 아니었다면 Wenn es nicht du gewesen wärst (2010)

## Auszeichnungen
- 1991: 청년심산문학상 (Simsan Jugend-Literaturpreis)
- 2005: 세계일보 세계문학상 (Segye Ilbo Welt-Literaturpreis)